# Manfredo Boccacci
Manfredo Boccacci (... – 7 gennaio 1153) è stato un vescovo cattolico italiano.

## Biografia
Appartenente alla famiglia dei Boccacci, gonfalonieri vescovili di Manerbio.
Fu nominato vescovo di Brescia da Papa Innocenzo II nel 1132. Nel 1134 convocò un Sinodo.
Dovette difendere i beni della Chiesa dalle prediche di Arnaldo da Brescia, che istigava i consoli della città ad usurparli.

## Stemma
- D'argento alla bandiera di rosso astata d'oro posta in banda.[2]